# Assab
Assab je město v Eritreji. Žije v něm přibližně 74 tisíc obyvatel a je hlavním městem Jižního rudomořského regionu. Je strategicky významným hlubokomořským přístavem v blízkosti průlivu Mandeb. Město má také mezinárodní letiště. V roce 1967 zde byla vybudována rafinerie ropy. Podnebí je horké a suché.

## Historie
Předchůdcem Assabu bylo starověké město Arsinoe Epidires. V roce 1869 zakoupil italský podnikatel Raffaele Rubattino město od místního vládce a učinil z něj základnu pro italské výboje v oblasti. V roce 1882 se stal přístav součástí italské kolonie Eritrea. V roce 1941 Assab obsadily britské jednotky a v letech 1952 až 1993 byl součástí Etiopie. Eritrejsko-etiopská válka způsobila přerušení spojení přístavu s vnitrozemím a úpadek místní ekonomiky. V roce 2015 v Assabu zřídily Spojené arabské emiráty svoji vojenskou základnu.